# IPTP Networks
IPTPネットワークス（IPTP Networks）は、IPTP LLC（アメリカ）、IPTP Limited（香港）、Fredonia Trading Limited（リマソール 、キプル）、IPTP Limited（アムステルダム、ホラン）、IPTP Ltd（モスクワ 、ラシャ）等電気通信事業者やインターネット関連企業を傘下に置く持株会社。
IPTP Networks はグローバルな Tier 2 ISP (インターネットサービスプロバイダ) であり、AS 番号 (自律システム番号) として AS41095 を有している。さらに、IPTP Networks は、システムインテグレータおよびソフトウェアデベロッパーでもある。
IPTP Network は、大西洋横断海底ケーブル、太平洋横断海底ケーブルおよびユーラシア大陸横断ケーブルを活用し、ヨーロッパ、中東、ロシア、アジア、アフリカおよびアメリカを網羅するネットワークを構築している。
IPTP Networks は、すべての IT サービスをワンストップで提供する。客のプロジェクトのすべての側面を設計、配置、実装、インテグレーションの実施、必要なソリューションに関するコンサルティングの実施およびすべてのIPTPのパートナーへの委託業務の管理などを実施することにより、依頼者に完成された形の最終製品またはサービスを届ける。
IPTP Networksのソリューションには、Ethernetソリューション、IPソリューション、ファイバー&衛星通信ソリューション、マネージサービスソリューション（マネージド・コネクティビティ・サービス , マネージド・ユニファイド・コミュニケーション・サービス, マネージド・セキュリティ・サービス, マネージド・モバイル・コミュニケーション・サービス, マネージド・データセンター・サービス）、ボイスオーバーIPX(VolPX)サービスが含まれる。

## 製品とサービス
- マネージド サービス
- ホスティング
- ファームウェア (SaaS)
- Ethernet Private Line (EPL)
- ワールドワイドの接続
- DDoS防御用IPTP分散緩和制御サービス
- セキュリティ・サービス
- コロケーション

## ネットワーク
IPTP Networks のネットワークの安定性は、冗長 EoMPLS (Ethernet over MPLS) ネットワークによって担保されている。世界中22ヶ国で100ヶ以上データセンターを持ち、IPTP Networks はその他のすべてのメジャーなインターネットエクスチェンジや国際的な金融センターに世界中のクライアント接続している。

## レイテンシーの低いルート
- Europe-Russia-Mongolia-China (ERMC)
- Europe-Russia-Asia (ERA)
- ERC or Europe-Russia-China
- Transit Europe-Asia (TEA)
- Transit Europe-Asia 2 (TEA-2)
- Transit Europe-Asia 3 (TEA-3)
- Transit Europe-Asia 4 (TEA-4)
- The Hokkaido-Sakhalin Cable System (HSCS)
- ALEXANDROS
- APCN 2
- PC-1
- Atlantic Crossing 1
- Fiber-Optic Link Around the Globe (FLAG)
- FLAG Atlantic-1 (FA-1)
- TGN-Eurasia (TGN-EA)
- EASSy
- SAFE (cable system)
- GlobeNet
- Mid-Atlantic Crossing (MAC)
- ATLANTIS-2
- SEA-ME-WE 4
- Asia-America Gateway
- HAWK
- Apollo (cable system)
- MedNautilus

## ピアリング
IPTP Networks はグローバルな Tier 2 ISP (AS41095) であり、AMS-IX, DE-CIX, Linx, MSK-IX, Telx Internet Exchangeのメンバーとして、1000 社を超える BGP ピアリング・パートナーがいます。

## インターネットエクスチェンジ Presence 場所
- AMS-IX
- BBIX (Japan Internet Exchange)
- CoreSite Any2 Exchange
- DE-CIX
- DTEL-IX
- Equinix: Ashburn, Chicago, Dallas, Hong Kong, Los Angeles, New York, Paris, Singapore, Tokyo, Zürich
- ESPANIX (Spanish Internet Exchange)
- Hong Kong Internet Exchange
- Japan Network Access Point
- Johannesburg Internet Exchange
- LINX
- Milan Internet eXchange
- MSK-IX
- NAP of Africa Internet Exchange
- NAP of the Americas
- Seattle Internet Exchange
- Telx Internet Exchange
- Toronto Internet Exchange

## データセンター
- ヨーロッパ
  - オランダ
    - アムステルダム

  - フィンランド
    - ヘルシンキ

  - 英国
    - ロンドン
    - スラウ

  - フランス
    - パリ
    - マルセイユ

  - ロシア
    - モスクワ
    - サンクトペテルブルク
    - ノボシビルスク
    - ウラジオストク

  - ウクライナ
    - Kiev

  - スイス
    - チューリッヒ

  - イタリア
    - ミラノ

  - スペイン
    - マドリード

  - ドイツ
    - フランクフルト
- アジア
  - 中国
    - 香港
    - 台湾

  - シンガポール
  - 日本
    - 東京

  - インド
    - ムンバイ

  - 韓国
    - ソウル
- アメリカ
  - カナダ
    - トロント

  - アメリカ合衆国
    - Ashburn、VA
    - アトランタ、GA
    - ダラス、TX
    - デンバー、CO
    - シカゴ、IL
    - マイアミ、FL
    - ニューヨーク、NY
    - ロサンゼルス、CA
    - サンノゼ、CA
    - シアトル、WA
    - ワシントンD.C.

  - ブラジル
    - サンパウロ
- アフリカ
  - 南アフリカ
    - ヨハネスブルグ
- 中東
  - キプロス
    - ニコシア
    - リマソール

  - UAE
    - ドバイ

  - トルコ
    - イスタンブール